# انجمن بین‌المللی ترابری هوایی
انجمن بین‌المللی ترابری هوایی که با نام یاتا (به انگلیسی: IATA، مخفف International Air Transport Association) نیز شناخته می‌شود، سازمان ترابری هوایی فرامرزی و متشکل از ۲۶۰ شرکت هواپیمایی است که در ماه آوریل سال ۱۹۴۵ در شهر هاوانا، کوبا راه‌اندازی شد.
IATA هم‌اکنون ۸۳٪ درصد از ترافیک هوایی جهانی را به خود اختصاص می‌دهد. دفتر مرکزی سازمان یاتا در شهر مونترآل کشور کانادا قرار دارد.

## تاریخچه
انجمن بین‌المللی ترابری هوایی، به‌اختصار؛ یاتا، سازمانی است فرامرزی، متشکل از شمار زیادی از خطوط هواپیمایی، که پس از جنگ جهانی دوم، در تاریخ ۱۹ آوریل ۱۹۴۵ در شهر هاوانا بنیان نهاده شد تا به حل پیش آمدهایی که بر اثر گسترش سریع ترابری هوایی به وجود آمده بود، بپردازد.
انجمن بین‌المللی ترابری هوایی جایگزین اتحادیه ترافیک هوایی گردید، که بعد از جنگ جهانی اول در سال ۱۹۱۹ در شهر لاهه جهت ترابری هوایی منظم، بنیان‌گذاری گردیده بود.
یاتا در واقع مانند پارلمان و شخصیت جمعی بیش از ۱۱۰ شرکت هوایی و نمایندگان آن‌ها در سازمان‌های بین‌المللی می‌باشد. یاتا انجمنی است غیردولتی، فرامرزی، غیرانحصاری و غیرسیاسی، با هدفی معلوم و امکان عضویت دلخواه در آن. یاتا در اموری نظیر: استاندارد کردن قیمت‌ها، بلیت‌ها، بارنامه‌ها و… فعالیت دارد.

## اهداف
- توسعه و ترغیب ترابری هوایی ایمن، مرتب و اقتصادی به نفع مردم دنیا، تشویق بازرگانی هوایی و مطالعه مسائل مربوط به آن.
- ایجاد وسیله و امکان همکاری میان شرکت‌های هوایی که به‌طور مستقیم یا غیر مستقیم دست اندر کار ترابری هوایی بین‌المللی می‌باشند.
- همکاری با سازمان هواپیمایی کشوری بین‌المللی (ایکائو) و دیگر سازمان‌های بین‌المللی.

## اعضا

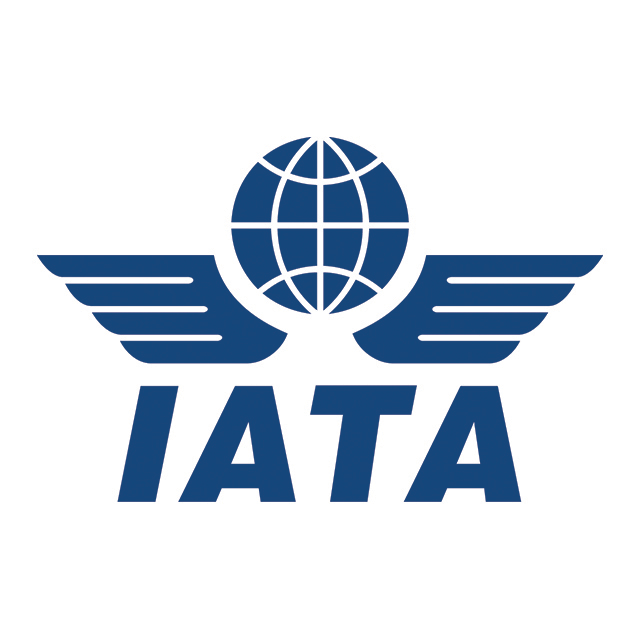
نشان‌واره انجمن بین‌المللی ترابری هوایی

### اعضا
اعضای IATA شرکت‌های هواپیمایی هستند که دارای پروازهای منظم برنامه‌ای خارجی بوده و دولت آنها عضو ایکائو باشد که این اعضاء پس از عضویت به دو گروه اعضای فعال (ACTIVE MEMBER) و اعضای وابسته (Associate Member) تقسیم می‌شوند که هر دو گروه در جلسات یاتا شرکت می‌کنند ولی فقط اعضای فعال حق رأی دارند.

### گواهینامه IOSA
شرکت‌های هواپیمایی که عضو یاتا می‌شود، بعد از بازرسی ۵ روزه و تأیید لیست استانداردهای لازم شرکت، گواهینامه آیوسا اعطا می‌کنند. این گواهینامه ۲ سال اعتبار داشته و ۱۵۰ روز قبل از پایان اعتبار، برای تمدید دوباره بازرسی‌های لازمه انجام می‌شود.

## انجمن‌های قاره‌ای
- اتا (به انگلیسی: AATA) یا اتحادیه آمریکایی ترابری هوایی (به انگلیسی: American Air Transport Association)
- ایتا (به انگلیسی: EATA) اتحادیه اروپایی ترابری هوایی (به انگلیسی: European Air Transport Association)

این انجمن‌ها زیرمجموعه‌های قاره‌ای یاتا هستند و مقر آنها نیز در مقر اصلی یاتا، در شهر مونترال است.

## کمیته‌ها
یاتا برای انجام فعالیت‌های خود، بین کمیته‌های مختلف تقسیم کار نموده‌است، که این کمیته‌ها عبارتند از:

### کمیته مالی
انجام امور مربوط به حسابداری و تسویه حساب بین شرکت‌های هوایی، در رابطه با تجارت فی‌مابین آنها را، عهده‌دار می‌باشد. همچنین مسائل شرکت‌های هوایی در رابطه با ارز و مبادله آن، مالیات و مطالبات، بیمه و آمار به این کمیته مربوط می‌شود.

### کمیته فنی
همکاری شرکت‌های هوایی در زمینه‌های عملیاتی و فنی از طریقه کمیته فنی یاتا امکان‌پذیر می‌گردد. فعالیت فنی یاتا مبتنی بر تبادل اطلاعات و تجارب بین شرکت‌های هوایی می‌باشد.

### کمیته حقوقی
کمیته حقوقی با موارد و مسائل حقوقی، که به نحوی به ترابری بین‌المللی ارتباط پیدا می‌کند، سر و کار دارد.
همچنین تدوین نظریات شرکت‌های هوایی، در رابطه با مسائلی نظیر مسئولیت و تعهدات شرکت‌های هوایی، در قبال یکدیگر و مسافران، بخشی از وظایف این کمیته می‌باشد.

### کمیته ترافیک
کمیته ترافیک، در بر گیرنده کلیه فعالیت‌های بازرگانی شرکت‌های هوایی می‌باشد. یاتا به عنوان یک انجمن خصوصاً مایل به تسهیل امور بین شرکت‌های هوایی، از جمله استاندارد کردن فرم‌ها، رویه‌ها و توافق‌های مربوط به هندلینگ می‌باشد.
از طرف دیگر یاتا به منزله آژانسی نیمه دولتی است، که بسیاری از دولت‌ها مسئولیت مذاکره قراردادهای بین‌المللی مربوط به نرخ و قیمت‌ها را به آن محول نموده‌اند، تا نهایتاً پس از تصویب دولت‌ها به مرحله اجرا درآید.

### کمیته پزشکی
کمیته پزشکی متشکل از مشاورین و متخصصین در امر پزشکی ایرلاین می‌باشد. کار این کمیته، بررسی عوامل روان‌تنی می‌باشد، که ممکن است سلامت و ایمنی کارکنان پرواز و مسافرین را تحت تأثیر قرار دهد. این کمیته کانالی ارتباطی برای همکاری ایرلاین، با سازمان بهداشت جهانی می‌باشد.

### سایر بخش‌ها
مقر اصلی یاتا در مونترال، کانادا و مرکز کمیته مالی یاتا نیز در شهر ژنو سوئیس مستقر است. از قسمت‌های مهم این سازمان، اداره تسویه حساب یاتا (CLEARING HOUSE) است که شرکت‌های هواپیمایی درآمدهای حاصل از مسیرهای اینترلاین خود را از طریق آن تصفیه می‌کنند.